# Sheila Cortopassi
Sheila Cortopassi de Oliveira (São Paulo, 1987- São Paulo, 1993) foi uma criança portadora do vírus HIV que tornou-se notória por conta do "Caso Sheila", que motivou um sério debate no Brasil sobre os direitos das crianças soropositivas.

## Caso Sheila
Em maio de 1992, quando a Sheila tinha 5 anos, ela teve sua matrícula recusada numa pré-escola da zona sudoeste da cidade de São Paulo. Sheila era portadora do HIV e já tinha frequentado a escola no ano anterior.
O caso foi parar na Justiça, e dividiu escolas e educadores. O Sieeesp, sindicato que reúne as escolas particulares, apoiou a decisão do colégio e sugeriu a mesma atitude a outros. Os pais de Sheila recorreram à Justiça, que garantiu a matrícula de Sheila. Apesar disso, a menina passou a estudar em outro colégio, que lhe ofereceu a vaga.
Uma portaria do Ministério da Educação passou a proibir todo o tipo de discriminação, inclusive a portadores do HIV.
Por conta disso, ainda em 1992, já havia pelo menos 14 crianças com Aids matriculadas em escolas municipais da cidade.
Mesmo assim, segundo a APTA (Associação para a Prevenção e Tratamento da Aids), entidade que implementa programas de prevenção em colégios e empresas, a maioria das famílias ainda não informa as escolas que os filhos são soropositivos, para não expô-los.

### Prêmio Sheila Cortopassi
O Prêmio Sheila Cortopassi é uma premiação anual idealizada pela APTA, que recebeu seu nome em homenagem a Sheila Cortopassi.
O prêmio, que teve sua primeira edição em 1997, é oferecido a personalidades que se destacam nas áreas de prevenção e assistência à AIDS, e é entregue durante o evento EDUCAIDS.